# Agua salobre
El agua salobre es aquella que tiene más sales disueltas que el agua dulce, pero menos que el agua de mar. Técnicamente, se considera agua salobre la que posee entre 0,5 y 30 gramos de sal por litro, expresados más frecuentemente como de 0,5-0,6 a 30-35 partes por mil.

## Generalidades
Se llama agua salobre al agua que tiene más sal disuelta que el agua normal de ríos y lagos, pero menos que el agua de los océanos. Algunos mares, como el Mediterráneo, son más salados que los océanos, y otros, como el mar del Norte, son menos salados. 
En las zonas de precipitaciones abundantes y climas oceánicos la composición depende más del clima y la vegetación. En las zonas desérticas o de escasas precipitaciones atmosféricas, la roca madre tiene una gran influencia en la composición del agua, añadiéndose el hecho de que es común que en zonas sedimentarias calizas también haya rocas de sal gema sedimentaria. Hay zonas en las que la evaporación es muy importante y se acumula gran cantidad de sal, siendo la concentración bastante superior a la del mar; es decir, mayor de 75 g/L (como en el mar Muerto, que es de 276 g/L), por lo cual estas “aguas viejas” de origen dulce transformadas en hipersalinas son llamadas aguas “atalasohalinas”, y, por supuesto, no son consideradas salobres ni mucho menos dulces.
El agua salobre es típica de los estuarios de todo el planeta y resulta de la mezcla del agua de las lluvias, reunidas generalmente en cada río correspondiente, con el agua del mar. Es más importante su aportación en grandes ríos tropicales, como el Mekong, el Congo o el Amazonas, y puede hallarse en mar abierto, no muy lejos de las desembocaduras de ríos como estos. También se encuentra agua salobre con sal de origen fósil en zonas interiores, en ciertos acuíferos asociados con rocas salinas,se encuentra en los pozos.
Hay mares salobres como el Mar báltico y el Mar negro.

## Diferentes grados de salinidad en el agua
El término “agua salobre” cubre un gran rango de salinidad y no es una condición definida con precisión. Es característico del agua salobre que su salinidad pueda variar considerablemente a lo largo del tiempo y del lugar; por ejemplo, con las estaciones del año y las precipitaciones que estas conllevan. Varias de las categorías aquí reseñadas no son agua salobre, excepto en áreas locales, donde reciben aportaciones tan importantes como para variar sus características. Se obtiene agua salobre a partir de la mezcla de agua dulce y agua marina.
- Agua oceánica: es la más abundante y se toma como referencia, ya que ocupa una extensión considerable. La concentración de sales minerales disueltas que contiene es de 35 ‰ (3.5 %) como media, entre las que predomina el cloruro de sodio. El océano contiene un 97.25 % del total de agua que forma la hidrosfera.
- Agua de los mares: la composición y concentración suele ser bastante constante, pero depende del tamaño del mar, lo comunicado que esté con océanos abiertos y su situación geográfica. En la superficie y en las zonas circumpolares y polares es variable, debido a una mayor o menor evaporación, que varía la concentración de sales. También, algunos mares reciben mayor aportación de agua dulce atmosférica en forma de nieve o hielo. Las zonas tropicales pueden estar muy influidas por los aportes de los grandes ríos. Las aguas de los mares son menos uniformes en la cantidad y proporción de sales en comparación con las aguas oceánicas. El agua de mar tiene una salinidad del 35‰ (35 g/kg). Algunos de los elementos están en proporción constante, como son el cloro y el sodio, y otros en proporción variable, aunque influyen menos en los seres vivos. El cloro y el sodio son importantes para explicar las adaptaciones de los animales a ese medio y tienen gran influencia en la presión osmótica.
- Aguas salobres costeras: son similares a las oceánicas, pero con menor salinidad. Las aguas salobres son intermedias en salinidad entre el agua oceánica y las aguas dulces continentales. Su salinidad suele estar alrededor de 17 g/L en sodio y 0.2 g/L en cloro.
- Aguas salobres continentales: tienen algunos elementos de proporción variable que son muy importantes a nivel local; algunos son nutrientes, como nitratos y fosfatos, que varían mucho de un lugar a otro. También son importantes los carbonatos, los sulfatos, las sales de calcio, etc. Su importancia radica en que explican la distribución y los ciclos de los organismos
- Aguas dulces continentales (incluyendo el agua de lluvia): tienen una composición heterogénea. Su concentración en sales es muy inferior a la oceánica, por lo que se suele medir en mg/kg o mg/L. Las aguas dulces se caracterizan por tener menos de 0.2 g/kg (o sea, menos de 200 mg/kg) en clorinidad. En los ríos hay de 5 a 12 mg/L en clorinidad y de 60 a 180 mg/L en sales.

## Influencia en los seres vivos
El grado de concentración de las sales en el agua es una condición ambiental que influye en la distribución, la abundancia y el desarrollo de los organismos. Distintas especies del mismo género toleran de forma diferente la concentración de sal. Varios ecosistemas se desarrollan sobre aguas salobres: manglares, ciénagas, pantanos, estuarios, saladares, salobrales, estepas, barrillares, marismas, etc.
Hay organismos que son excepciones, como los unicelulares procariotas, que tienen un citoplasma denso y no tienen vacuolas, por lo que sus problemas osmóticos son mínimos, pero la mayoría de seres vivos están sometidos a la ósmosis, que es la tendencia del agua a pasar a zonas de mayor concentración en sales para equilibrar la disolución. El lado que pierde agua es llamado hipotónico, y el que la gana es llamado hipertónico; si ambos lados están en equilibrio son llamados isotónicos.
Muchos organismos vivos tienen un plasma con vacuolas, que son sistemas coloidales rodeados de membranas permeables. Las membranas biológicas son selectivas con las moléculas que dejan pasar a su través, gracias a los bombeos selectivos, pero están sometidas a tensión por ósmosis.

### Agua salobre en acuarios

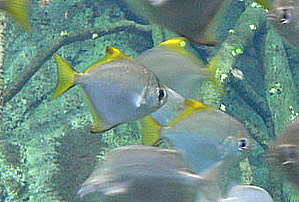

Mantener el agua salobre en los acuarios es una tarea popular entre los acuaristas. Muchas de las especies vendidas como “de agua dulce” se desarrollan mejor en agua salobre, mientras que otras especies son específicamente de agua salobre, como los mollys, los tiburones gato, los peces globo y los gobios. Los acuaristas tratan de mantener una densidad relativa de entre 1.003 y 1.010, con 1.005 como valor idóneo, dependiendo de las especies, pero prácticamente todos los peces de agua salobre toleran bien fluctuaciones en la salinidad.
Además, algunos acuaristas sostienen que variando regularmente la salinidad del agua los peces se mantienen sanos y libres de parásitos.